# Наблус
На́блус, Шхем (араб. نابلس‎; ивр. שְׁכֶם‎ — Шхем, в русской традиции Сихе́м, в античности Флавия Неаполис, лат. Flavia Neapolis) — город на Западном берегу реки Иордан, в Палестинской автономии, в исторической области Самария, административный центр провинции Наблус.
Согласно переписи 2017 года, население Наблуса составляет 156 906 человек. Большинство верующих — мусульмане. Около 350 самаритян проживают в отдельном районе на горе Гризим.

## Упоминания в Библии
Город Шхем известен с библейских времён (1200 до н. э.) как крупный центр племени хивийцев. Сын сихемского правителя изнасиловал Дину, единственную дочь Иакова, упомянутую в Библии по имени, и за это город был вырезан её братьями Симеоном и Левием. В Шхеме находится гробница её брата Иосифа. После раздела земли между коленами Израиля попал в надел колена Манассии (Менаше). Шхем окружают горы Гаризим и Гевал, на которых по указу Моисея вскоре после перехода евреев через Иордан был заключён завет между Богом и еврейским народом. В Шхеме был объявлен царём Израиля Авимелех сын Гедеона (Суд. 9:6; 9:22). После разделения царства — центр северных колен и первая столица Иеровоама.

### История
В 400 году до н. э. превратился в культурный центр и священный город самаритян. Захвачен римлянами в начале нашей эры и переименован ими в честь императора Веспасиана в Флавия Неаполис, это название в арабском было искажено в Наблус. В городе сохранились руины древнего храма гиксосов. Не менее интересны церковь Св. Анны и Сидонские гробницы. В 1120 году крестоносцы созвали в городе Наблусский собор.

## Достопримечательности и культура
- Мечеть Ан-Наср
- Могила Иосифа
- Наблусская соборная мечеть
- Колодец Иакова

## Города-побратимы
- Лилль, Франция[9]
- Назарет, Израиль
- Дублин, Ирландия
- Корно, Италия
- Флоренция, Италия
- Неаполь, Италия
- Нюрнберг, Германия
- провинция Тоскана, Италия
- Познань, Польша[10]
- Рабат, Марокко
- Ставангер, Норвегия
- Хасавюрт, Россия
- Данди, Великобритания[11]